# Protonenanlagerung
Protonenanlagerung (auch Protoneneinfang) ist eine Kernreaktion, bei der ein Proton einem Atomkern hinzugefügt wird, wobei nur Gammastrahlung emittiert wird. Diese Art der Kernreaktion wird formelmäßig {\displaystyle (\mathrm {p} ,\gamma )} geschrieben.
Der Wirkungsquerschnitt der {\displaystyle (\mathrm {p} ,\gamma )}-Reaktion wird stark von der Ladung des Atomkerns beeinflusst, dem das Proton hinzugefügt werden soll. Da das sich nähernde Proton ebenso wie der Atomkern elektrisch positiv geladen ist, wird es zunächst abgestoßen. Die Ladung des Atomkerns, d. h., um welches chemische Element es sich handelt, bestimmt also, wie viel Bewegungsenergie das Proton haben muss, um den Coulombwall zu überwinden und dem Atomkern nahe genug zum Einfang kommen.
Protonenanlagerung spielt eine wichtige Rolle in der Astrophysik. Beim Wasserstoffbrennen im Inneren von Sternen treten {\displaystyle (\mathrm {p} ,\gamma )}-Reaktionen sowohl in der Proton-Proton-Kette als auch im CNO-Zyklus auf. Auch in weiteren Brennphasen von Sternen erzeugen Protoneinfänge protonenreiche Atomkerne. Bei sehr hoher Temperatur und hoher Anzahl von Protonen pro Volumen (Protonendichte) können auch der p-Prozess oder schnelle Protoneinfangprozesse stattfinden, die extrem protonenreiche Nuklide und Radionuklide erzeugen (siehe p-Kerne).
Technisch wird die Protonenanlagerungsreaktion mittels Zyklotron zur Herstellung von Radionukliden für medizinische Zwecke genutzt. Die so hergestellten Nuklide sind Positronenstrahler (siehe Beta-Plus-Zerfall). Sie werden als Tracer und für die Positronen-Emissions-Tomographie benötigt.